# Сборная крымских татар по футболу
Сборная крымских татар по футболу — футбольная сборная, представляющая крымских татар в международных турнирах. Временный член NF-Board, управляется Крымскотатарским футбольным союзом.

## Краткая история
Сборная образована в 2006 году для участия в турнире ELF Cup, организованный Федерацией футбола непризнанного турецкого северного Кипра, членом NF-Board. Команда сыграла 5 матчей на турнире и вышла в финал, проиграв хозяевам в финале 1:3 и выбив в полуфинале члена ФИФА, сборную Кыргызстана. В команду, которой руководил Рустем Османов, были заявлены:
- вратари: Нариман Османов (Нефтчи Фергана), Нариман Якубов (Крымтеплица), Сеид-Девлет Абдураманов (Медик Симферополь);
- защитники: Арсен Мустафаев (Феникс-Ильичевец), Февзи Эбубекиров (Крымгеофизика), Ризван Аблитаров (Днепр Днепропетровск), Денис Голайдо (Таврия; не татарин, но был рекомендован в сборную);
- полузащитники: Арсен Абляметов (Химик Красноперекопск), Джамбек Аблякимов (Нефтяник Фергана), Фахри Джелялов (ЦСКА Москва), Ирфан Аметов (Флора Таллинн), Руслан Джемилев (Медик), Марлен Аблятипов, 21 год (Крымгеофизика);
- нападающие: Руслан Эмирратли, Халил Хайрединов (Крымтеплица), Рустем Мухамеджанов, 15 лет (УОР).

В 2016 году, уже после распада NF-Board и образования ConIFA, команда снова отправилась на футбольный турнир Европеада — чемпионат Европы среди национальных меньшинств, который проходил в Южном Тироле. Команда была заявлена под именем «Адалет» и состояла из спортсменов Крыма, Львова, Киева и ряда городов Украины. Она выиграла стартовый матч группового этапа против западно-фракийских мусульман 3:0, но затем проиграла румынским венграм и Ладинии со счётом 1:6 и 0:8 соответственно и завершила выступление. На турнир были заявлены следующие игроки с играющими тренерами Элвином Кадыровым и Эльнуром Амиетовым:
- Шевект Джапаров, Эннан Аширов, Тимур Канатаиев, Арсен Якубов, Лензи Аблитаров, Эсат Алимов, Дилиавер Османов, Эльзар Аблямитов, Ибрагим Алиев, Фикрет Алимов, Рустем Абляев, Артур Темиров, Талят Билялов, Ислям Усейнов.

Команда не связана со сборной Крыма, созданной в 2017 году на территории Республики Крым и Севастополя — та подчиняется Крымскому футбольному союзу.

## Состав
Список футболистов, вызванных для участия в турнире ELF Cup
| Имя                     | Дата рождения             | Клуб                        | Матчи (голы) | Дебют за сборную                      |
| Вратари                 | Вратари                   | Вратари                     | Вратари      | Вратари                               |
| ----------------------- | ------------------------- | --------------------------- | ------------ | ------------------------------------- |
| Нариман Османов         | 6 августа 1970 (54 года)  |                             | 5 (-11)      | против Северного Кипра 20 ноября 2006 |
| Нариман Якубов          | 5 марта 1988 (37 лет)     | Крымтеплица                 | 0 (0)        |                                       |
| Сеид-Девлет Абдураманов | 13 августа 1985 (39 лет)  | Медик (Симферополь)         | 0 (0)        |                                       |
| Защитники               |                           |                             |              |                                       |
| Арсен Мустафаев         | 11 июня 1982 (43 года)    | Феникс-Ильичёвец (Калинино) | 5 (0)        | против Северного Кипра 20 ноября 2006 |
| Февзи Эбубекиров        | 20 июня 1981 (44 года)    | Крымгеофизика               | 4 (0)        | против Северного Кипра 20 ноября 2006 |
| Ризван Аблитаров        | 18 апреля 1989 (36 лет)   | Днепр (Днепр)               | 4 (0)        | против Северного Кипра 20 ноября 2006 |
| Денис Голайдо           | 3 июня 1984 (41 год)      | Таврия (Симферополь)        | 5 (0)        | против Северного Кипра 20 ноября 2006 |
| Полузащитники           |                           |                             |              |                                       |
| Арсен Абляметов         | 10 августа 1984 (40 лет)  | Химик (Красноперекопск)     | 4 (2)        | против Северного Кипра 20 ноября 2006 |
| Джамбек Аблякимов       | 7 мая 1978 (47 лет)       |                             | 4 (0)        | против Северного Кипра 20 ноября 2006 |
| Фахри Джелялов          | 11 апреля 1984 (41 год)   |                             | 5 (0)        | против Северного Кипра 20 ноября 2006 |
| Ирфан Аметов            | 3 февраля 1980 (45 лет)   | Флора (Таллин)              | 4 (1)        | против Северного Кипра 20 ноября 2006 |
| Руслан Джемильев        | 24 сентября 1968 (56 лет) | Медик (Симферополь)         | 5 (0)        | против Северного Кипра 20 ноября 2006 |
| Марлен Аблятипов        | 25 августа 1984 (40 лет)  | Крымгеофизика               | 3 (0)        | против Северного Кипра 20 ноября 2006 |
| Нападающие              |                           |                             |              |                                       |
| Руслан Эмирратли        | 2 августа 1979 (45 лет)   | КИПУ                        | 2 (1)        | против Северного Кипра 20 ноября 2006 |
| Халил Хайрединов        |                           | Крымтеплица                 | 3 (0)        | против Северного Кипра 20 ноября 2006 |
| Рустамжон Мухаммаджонов | 22 августа 1991 (33 года) | УОР                         | 2 (0)        | против Северного Кипра 20 ноября 2006 |